# Карловско пръскало
Ка̀рловско пръска̀ло е водопад в Средна Стара планина на малък приток на Стара река.
Разположен е на около 1400 m н.в. в южното подножие на връх Жълтец, на 10 минути от хижа „Васил Левски“. Височината на водния пад е около 25 m. Водопадът и територията около него са обявени за природна забележителност през 1965 г. Намира се на територията на Национален парк „Централен Балкан“.